# Brownlowia glabrata
Brownlowia glabrata är en malvaväxtart som beskrevs av Otto Stapf och Ridley. Brownlowia glabrata ingår i släktet Brownlowia och familjen malvaväxter. Inga underarter finns listade i Catalogue of Life.